# Fuente del Amenano

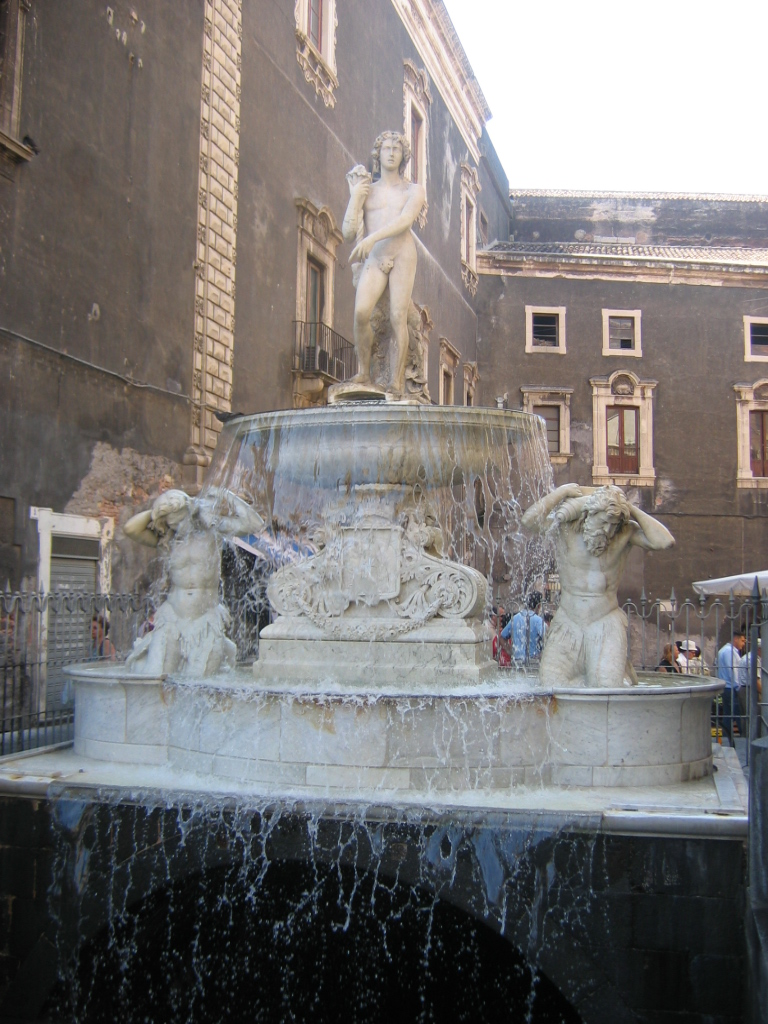
La fuente del Amenano.

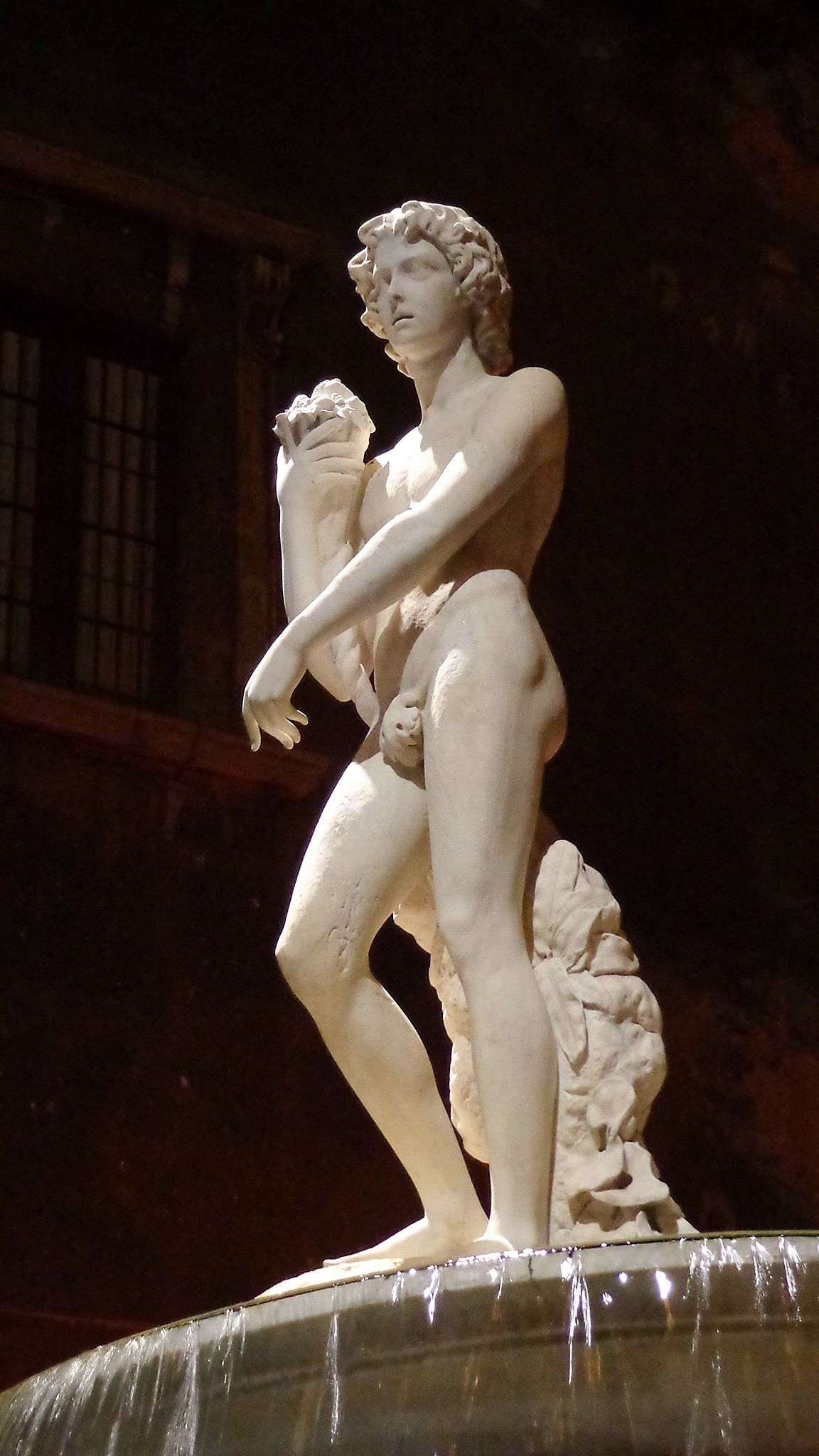
Detalle de la alegoría del río Amenano.

La Fuente del Amenano (en italiano, fontana dell'Amenano) es una fuente monumental dedicada al río Amenano. Está situada en la plaza del Duomo de Catania, frente al Palacio de los Elefantes (o del Senado). Fue construida en 1867 por el escultor napolitano Tito Angelini.
El conjunto monumental fue esculpido en mármol de Carrara. El río Amenano está representado alegóricamente como un joven desnudo que porta una cornucopia por la que mana el agua; la cual, al rebosar de la pila que se encuentra a sus pies, se derrama en forma de cascada. El conjunto da la impresión de ser una sábana de agua; lo que da lugar a la denominación local de la fuente: acqua a linzolu (agua en sábana en siciliano). El agua que cae de la pila regresa al río, que discurre subterráneo bajo la plaza.